# Heroes '92
Heroes '92, známá také jako Heroes, je textová hra pro počítače Sinclair ZX Spectrum a kompatibilní (například Didaktik). Jedná se o hru českého původu, jejím autorem je Jiří Koudelka, který ji napsal pod přezdívkou George K., autorem hudby je Miroslav Hlavička. Vydavatelem hry byla společnost Proxima – Software v. o. s., hra byla vydána samostatně v roce 1992, později se stala součástí stejnojmenného souboru her.
Hra byla součástí soutěže k 10. výročí vzniku ZX Spectra, druhou částí soutěže bylo zodpovězení otázek, které postupně vyšly v časopise ZX Magazín č. 3/92–5/92. Po uzávěrce soutěže pak v ZX Magazínu č. 1/93 vyšly tipy k dohrání hry a popis ochrany, kterou byla hra chráněna proti crackování. Vyhodnocení soutěže pak vyšlo v čísle 2/93.
Přestože se jedná o textovou hru, hra je ovládána pomocí menu. Hráč je v roli šéfinspektora Jacquesa Clouseaua, který pátrá po uneseném programátorovi Timu Colemanovi (postava ze série her Podraz, také je ovládána hráčem). Protože se jedná o hru týkající se historie ZX Spectra, ve hře se hráč setká s postavami z jiných počítačových her, např. lemmingem, Batmanem, Robocopem I, Robocopem II nebo krotiteli duchů.
Celou soutěží i samotnou hrou se prolíná otázka: Jde kůň (klap, klap) a had (šš, šš). Na co jdou?